# Honeymoon (album)
| Recensione           | Giudizio |
| -------------------- | -------- |
| AllMusic             | [ 13 ]   |
| The Daily Telegraph  | [ 14 ]   |
| Entertainment Weekly | B+       |
| The Guardian         | [ 16 ]   |
| The Independent      | [ 17 ]   |
| NME                  | 8/10     |
| Pitchfork            | 7.5/10   |
| Rolling Stone        | [ 20 ]   |
| Slant Magazine       | [ 21 ]   |
| Spin                 | 7/10     |

Honeymoon è il quarto album in studio della cantautrice statunitense Lana Del Rey, pubblicato il 18 settembre 2015 dalla UMG Recordings.
Il disco, prodotto dalla stessa Del Rey in collaborazione con Rick Nowels e Kieron Menzies, era stato già pianificato due mesi dopo la pubblicazione di Ultraviolence. È stato annunciato dalla cantante durante un'intervista per Billboard avvenuta il 6 gennaio 2015.

## Antefatti e registrazione
Lana Del Rey concluse la registrazione del suo terzo album in studio, Ultraviolence, nel marzo 2014. Nel mese di giugno dello stesso anno maturò l'idea di cominciare a lavorare al follow-up del fortunato disco; descrisse il processo di creazione di Honeymoon come "una crescita verso qualcosa che piace davvero, un godimento nei confronti di questa nuova sensazione noir." In un'intervista condotta nel dicembre 2014, Lana annuncia di aver ufficialmente iniziato a lavorare al nuovo progetto. Nel gennaio 2015, venendo intervistata da Billboard, rivela anche il titolo ufficiale e una data di pubblicazione destinata ad "un tempo imprecisato di quello stesso anno"; sempre a Billboard comunica che il nuovo lavoro sarebbe stato completamente diverso da Ultraviolence, ma certi aspetti simile al predecessore di quest'ultimo, cioè il celebre Born to Die.  Nello stesso periodo, la cantante rende noto che aveva già scritto e registrato nove brani da includere nel disco e che stava realizzando una cover di Don't Let Me Be Misunderstood di Nina Simone.
Durante la registrazione dell'album, è stato riferito che il produttore discografico Mark Ronson si era unito al progetto, ma la collaborazione con Lana non aveva fruttato nuovo materiale da poter utilizzare. Nel dicembre 2014, alla rivista Grazia, Del Rey aveva dichiarato di voler introdurre nel progetto orchestrazioni con cori monumentali aventi un tocco di rancore intrinseco; da parte della cantante vi è stata inoltre l'esecuzione di dieci canzoni di Mark Ronson dichiarandome a proposito l'esplorazione del genere jazz nel disco. Oltre a lavorare con Ronson, la cantante si è circondata anche di altri produttori come Dan Heath e Rick Nowels con i quali aveva già lavorato per la produzione di colonne sonore per pellicole indipendenti affermandone la grande intesa che si era creata fra loro. In realtà Heath si è poi dovuto ritirare dal progetto mentre Nowels ha co-prodotto ogni singolo brano presente nell'album. Nel mese di gennaio 2015, Lana annuncia il titolo di una canzone poi destinata ad essere pubblicata come secondo singolo ufficiale, ossia Music to Watch Boys To, che sarebbe dovuto anche essere l'intero titolo dell'album. Lo stesso mese, la cantante ufficializza di aver intrapreso la stesura di nuovi brani che potessero legare l'intero progetto insieme. High by the Beach, il singolo apri-pista, è stato registrato fra gli ultimi e per la sua realizzazione Del Rey si è ispirata al periodo in cui stava in spiaggia guidandovi frequentemente in essa.

## Distribuzione
La quinta traccia dell'album High by the Beach, è stata pubblicata il 10 agosto 2015 come singolo apripista dell'album. Prima che fosse pubblicato, Honeymoon è stato promosso da due singoli promozionali (Terrence Loves You e Honeymoon) ed un sampler musicale contenente alcune delle canzoni dell'album, e i loro video musicali. Già dal mese di maggio 2015, la cantante aveva reso nota la data di pubblicazione ufficiale, stimata vagamente al mese di settembre, il giorno effettivo (cioè il 18) è stato confermato solo ad agosto dello stesso anno. Il 20 agosto Lana, tramite il suo account Instagram, annuncia la track list ufficiale dell'album, il giorno prima che il disco venisse reso disponibile sull'iTunes Store. Una volta pubblicato, Honeymoon ha ricevuto una buona accoglienza dalla critica, che ha elogiato le performance vocali sofisticate di Lana Del Rey. A differenza dei suoi precedenti lavori che hanno avuto anche una versione deluxe, Honeymoon è composto di un'unica versione standard formata da 14 canzoni la cui cover ritrae la cantante atta nel guidare una decappottabile che sponsorizza l'agenzia di touring StarLine.
La title track dell'album è stata pubblicata su YouTube il 14 luglio 2015, accompagnata da un lyric video. Il 9 settembre Apple Music lancia in esclusiva Music to Watch Boys To, prima che essa fosse pubblicata come terzo singolo promozionale. L'album non è stato promosso tramite apparizioni televisive o pubbliche in generale da parte dalla cantante, bensì questa si è affidata a meeting con i fan o eventuali interviste stampa; il progetto  è stato presentato in anteprima mondiale il 12 settembre presso un evento d'ascolto organizzato dalla linea d'abbigliamento Urban Outfitters e permesso solo in numero limitato di store.
L'album debutta alla seconda posizione della classifica statunitense con 116.000 unità, che comprendono copie vendute e streaming. Nella seconda settimana di disponibilità fuoriesce dalla top 10, perdendo un totale di tredici posizioni. In Australia, Honeymoon debutta direttamente in vetta alle classifiche divenendo il terzo album consecutivo della cantante ad aver raggiunto tale traguardo. Discreti esiti commerciali si riscontrano anche in Francia, dove l'album viene certificato disco d'oro avendo sorpassato la soglia equivalente a 50.000 unità. Nel mese di dicembre 2015, il disco viene premiato col disco d'oro anche in Brasile e con quello d'argento in Regno Unito.

## Singoli
Il 6 agosto 2015 è stato confermato che il primo singolo estratto da Honeymoon sarebbe stato High by the Beach. La canzone è stata pubblicata il 10 agosto 2015. Il 13 agosto è stato pubblicato il video ufficiale sul canale VEVO della cantante. La canzone ha debuttato al 51º posto della Billboard Hot 100, nonostante Billboard avesse inizialmente riportato la settima posizione, il che è stato poi corretto dopo un errore di calcolo. Rispettivamente il 21 agosto e il 7 settembre sono stati resi disponibili in download digitale i singoli promozionali Terrence Loves You e Honeymoon, mentre l'11 settembre Music to Watch Boys To è diventato il secondo singolo commerciale dell'album.

## Accoglienza
È stato il lavoro di Lana Del Rey più acclamato dalla critica fino alla pubblicazione di Norman Fucking Rockwell!. Su Metacritic ha totalizzato, su 31 critiche contabilizzate, 25 positive e 6 miste, con una media di 78 punti su 100 risultando uno degli album più elogiati del 2015.

## Tracce
Testi e musiche di Elizabeth Grant e Rick Nowels, eccetto dove indicato.
1. Honeymoon – 5:50
2. Music to Watch Boys To – 4:50
3. Terrence Loves You – 4:30
4. God Knows I Tried – 4:50
5. High by the Beach – 4:17 (Elizabeth Grant, Rick Nowels, Kieron Menzies)
6. Freak – 4:55
7. Art Deco – 4:55
8. Burnt Norton (Interlude) – 1:21 (T.S. Eliot)
9. Religion – 5:23
10. Salvatore – 4:41
11. The Blackest Day – 6:05
12. 24 – 4:55
13. Swan Song – 5:23
14. Don't Let Me Be Misunderstood – 3:01 (Bennie Benjamin, Gloria Caldwell, Sol Marcus) – cover del brano di Nina Simone

## Classifiche

### Classifiche settimanali
| Classifica (2015)         | Posizione massima |
| ------------------------- | ----------------- |
| Australia                 | 1                 |
| Austria                   | 4                 |
| Belgio (Fiandre)          | 2                 |
| Belgio (Vallonia)         | 2                 |
| Canada                    | 3                 |
| Danimarca                 | 7                 |
| Finlandia                 | 12                |
| Francia                   | 3                 |
| Germania                  | 4                 |
| Grecia                    | 4                 |
| Irlanda                   | 1                 |
| Italia                    | 2                 |
| Norvegia                  | 6                 |
| Nuova Zelanda             | 2                 |
| Paesi Bassi               | 5                 |
| Portogallo                | 2                 |
| Regno Unito               | 2                 |
| Repubblica Ceca           | 7                 |
| Scozia                    | 2                 |
| Spagna                    | 4                 |
| Stati Uniti               | 2                 |
| Stati Uniti (alternative) | 1                 |
| Svezia                    | 3                 |
| Svizzera                  | 3                 |
| Ungheria                  | 17                |

### Classifiche di fine anno
| Classifica (2015) | Posizione |
| ----------------- | --------- |
| Australia         | 74        |
| Belgio (Fiandre)  | 75        |
| Belgio (Vallonia) | 72        |
| Messico           | 57        |
| Regno Unito       | 100       |
| Stati Uniti       | 165       |
| Svizzera          | 77        |